# Bataille de Black Jack

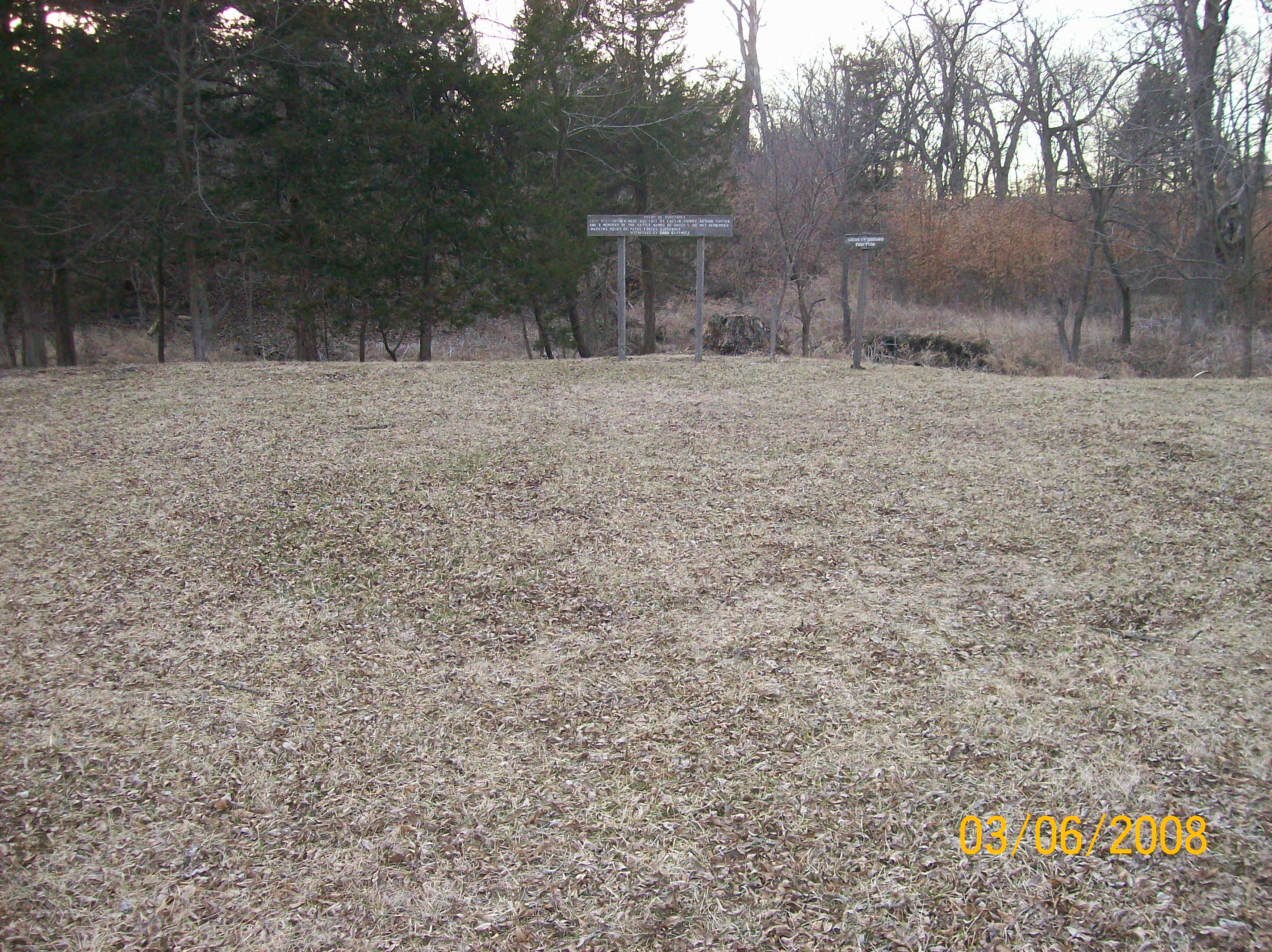
Site de la reddition de Pate sur le champ de bataille.

La bataille de Black Jack eut lieu près de Baldwin City, au Kansas, le 2 juin 1856, lorsque des anti-esclavagistes, dirigés par l'abolitionniste John Brown, attaquèrent le campement d'Henry C. Pate, qui avait participé le 21 mai au saccage de Lawrence.
La bataille fut un incident du « Bleeding Kansas et un des facteurs menant à la guerre de Sécession (1861-1865).
Le champ de bataille est inscrit au Registre national des lieux historiques et est un National Historic Landmark.